# Vikings (patrouilleur)
Pour les articles homonymes, voir Viking (homonymie).
Le Vikings  (P41) est un bâtiment des Forces navales françaises libres (FNFL). 
C'est à l'origine un chalutier de Fécamp qui a été construit dans les chantiers Hall Russel à Aberdeen en Écosse, modifié en 1939 pour être armé en patrouilleur.
Réquisitionné en 1939 et transformé en chalutier armé, il est saisi par les Anglais le 3 juillet 1940. Il est rapidement restitué aux FNFL et rallie Beyrouth en décembre 1941. Il est le premier navire FNFL à intervenir en Méditerranée orientale.
Il a été coulé le 16 avril 1942 à 21 heures par le sous-marin allemand U-81 au large de Saïda, Liban, causant la mort de 41 marins.

## Commandement
- Lieutenant de vaisseau Elie Touchaleaume
- Lieutenant de vaisseau, capitaine au long cours Gabriel Reboul
- Enseigne de vaisseau de 1re classe Yves Laurent - septembre 1940 à décembre 1941

## Sources
- Jean Mauclère, Paré… Feu !, Fernand Lanore, 1947, 227 p.
- « Le Vikings » dans la Revue de la France Libre, no 39